# Ulubey (Ordu)
Ulubey ist eine Stadtgemeinde (Belediye) im gleichnamigen Ilçe (Landkreis) der Provinz Ordu am Schwarzen Meer und gleichzeitig eine Gemeinde der 2013 geschaffenen Büyüksehir belediyesi Ordu (Großstadtgemeinde/Metropolprovinz) in der Türkei. Seit der Gebietsreform 2013 ist die Gemeinde flächen- und einwohnermäßig identisch mit dem Landkreis. Ulubey liegt ca. 16 km südwestlich der Provinzhauptstadt Altınordu, dem alten Ordu.
Bis zur Bildung des Kreises Ulubey bestand der Nahiye Ulubey (bestehend aus dem Verwaltungsort Gündüzlü und 31 Dörfern) im zentralen Landkreis (Merkez Kaza). Durch das Gesetz Nr. 7033 wurde Ulubey selbständig und bestand bis Ende 2012.
2013 wurden im Rahmen der Verwaltungsreform die 35 Dörfer in Mahalle umgewandelt und zu den bereits vorhandenen sechs der Kreisstadt hinzugefügt, so dass deren Anzahl auf 41 stieg. Diesen Mahalle stand und steht ein Muhtar als oberster Beamter vor.
Ende 2020 lebten durchschnittlich 444 Menschen in jedem dieser 41 Mahalle, 1.669 Einw. im bevölkerungsreichsten (Çatallı Mah.).
Die im Stadtlogo enthaltene Jahreszahl (1958) dürfte auf das Jahr der Erhebung zur Stadtgemeinde (Belediye) hinweisen.